# Ha llegado un ángel
Ha llegado un ángel és una pel·lícula musical espanyola estrenada el 1961 i dirigida per Luis Lucia Mingarro, la segona protagonitzada per Pepa Flores, Marisol i la primera en la que va compartir cartell amb Isabel Garcés.

## Argument
Marisol, que ha perdut recentment al seu pare en la mar, abandona Cadis per a anar-se a viure a casa del seu oncle Ramón. Aquest viu en una família que s'enfonsa per culpa de la seva esposa Leonor, obsessionada només amb aparentar davant les seves amistats, que ha malcriat als seus fills, Javier, Churri, Jorge i Pili. Javier es dedica a malgastar els diners, Churri coqueteja amb diversos pretendents i acabarà triant al que menys li convé, Jorge perd massa temps fent exercici i ha descurat els estudis i Pili, encara una nena, es passa les hores sense sortir del cinema.
Javier es fica en problemes econòmics que amenacen amb portar-li a la presó, i Marisol es decideix a aconseguir els diners de qualsevol forma. A més, decideix, amb l'ajuda de la serventa de la casa, Herminia, i d'un amic que va conèixer al tren, intentar redreçar a la família, guanyant-se la immediata animadversió de Leonor, que des del principi no va veure amb bons ulls l'arribada de la nena.

## Repartiment
- Marisol
- Isabel Garcés - Herminia
- Carlos Larrañaga - Javier
- José Marco Davó - Tío Ramón
- Ana María Custodio - Tía Leonor
- Raquel Daina - Estrella
- Ángeles Macua - Churri
- Pilar Sanclemente - Pili
- Francisco Váquez - Jorge
- Jesús Puente
- Francisco Camoiras
- Jesús Álvarez
- Jaime Blanch
- Cesáreo Quezadas "Pulgarcito"

## Cançons de la banda sonora
- El tren
- Ola, ola, ola
- Rumbita
- Alegrías
- Andalucía
- La canción de Marisol
- Bulerías
- Jotas
- Estando contigo[4]
- Estando contigo (final)

## Premis
Marisol fou guardonada amb el Fotogramas de Plata al millor intèrpret de cinema espanyol.